# Comuna de Pacyna
Pacyna (polaco: Gmina Pacyna) é uma gminy (comuna) na Polónia, na voivodia de Mazóvia e no condado de Gostyniński. A sede do condado é a cidade de Pacyna.
De acordo com os censos de 2004, a comuna tem 4001 habitantes, com uma densidade 44 hab/km².

## Área
Estende-se por uma área de 90,85 km², incluindo:
- área agricola: 84%
- área florestal: 7%

## Demografia
Dados de 30 de Junho 2004:
|                      | Total   | Total | Mulheres | Mulheres | Homens  | Homens |
| -------------------- | ------- | ----- | -------- | -------- | ------- | ------ |
|                      | pessoas | %     | pessoas  | %        | pessoas | %      |
| População            | 4001    | 100   | 2023     | 50,6     | 1978    | 49,4   |
| Densidade (pop./km²) | 44      | 100   | 22,3     | 22,3     | 21,8    | 21,8   |

De acordo com dados de 2002, o rendimento médio per capita ascendia a 1275,63 zł.

## Comunas vizinhas
- Gąbin, Kiernozia, Oporów, Sanniki, Szczawin Kościelny, Żychlin